# Hohenölsen
Hohenölsen is een ortsteil van de Duitse stad Weida in Thüringen. Tot 31 december 2013 was Hohenölsen een zelfstandige gemeente in de Landkreis Greiz.

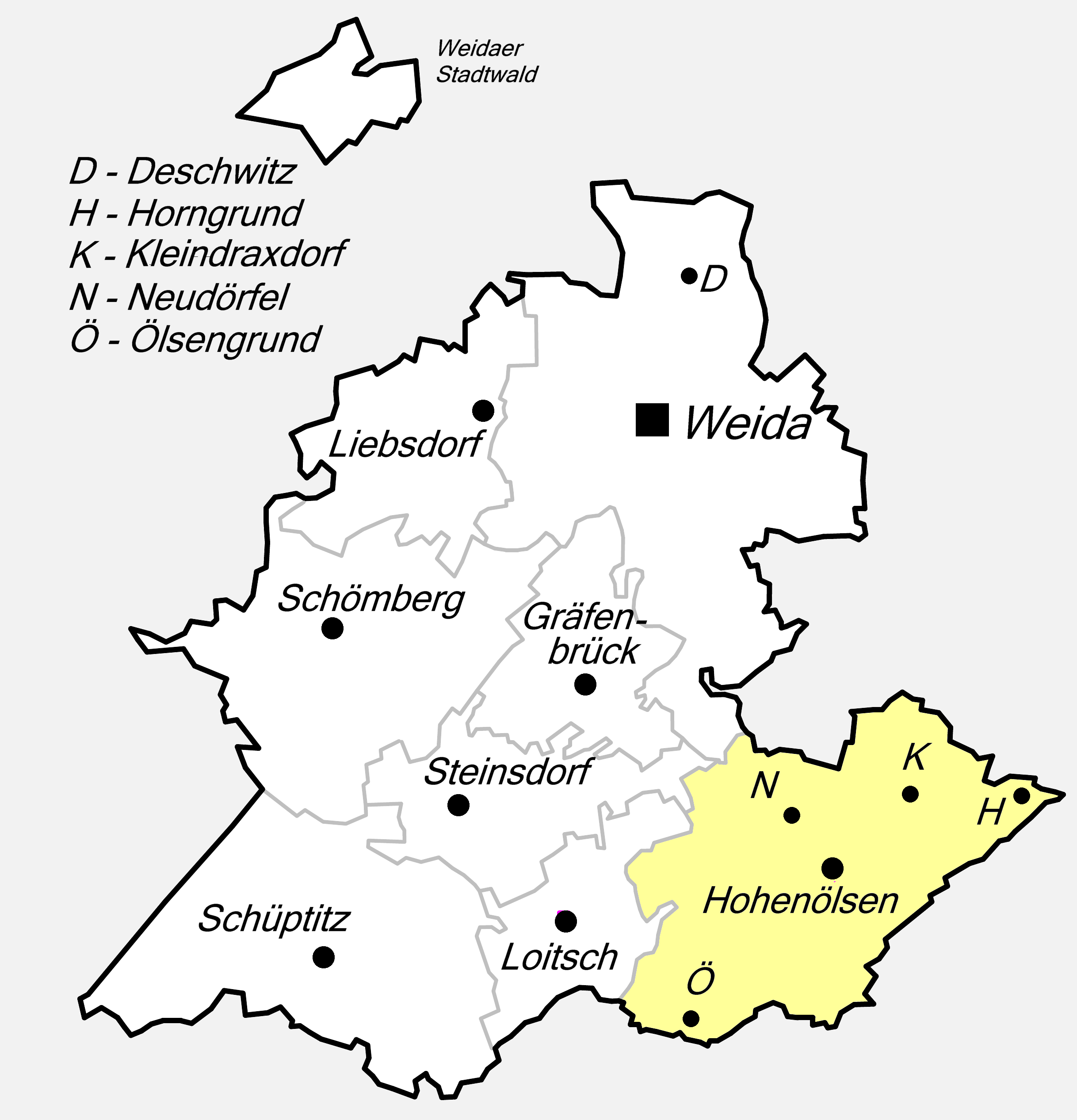
Hohenölsen in Weida